# Isabel Pesado de Mier
Isabel Pesado de la Llave de Mier, Duquesa de Mier (Orizaba, Veracruz, 31 de enero de 1832; París, Francia, 1913), fue una escritora y filántropa mexicana.

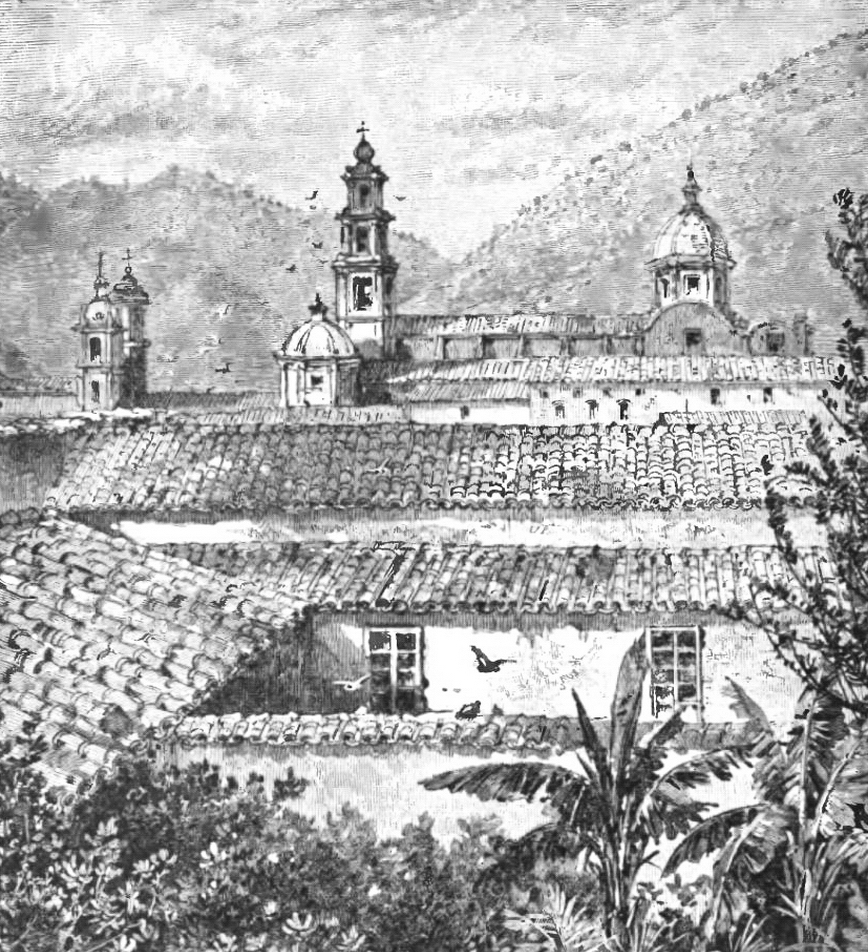
El paisaje montañoso de su natal Orizaba la hizo apreciar urbes similares en otras partes del mundo

## Datos biográficos
Isabel Pesado fue hija del escritor, periodista, hacendado y político mexicano José Joaquín Pesado y de su esposa, María de la Luz de la Llave y Segura. Además de ser padres de Isabel, lo fueron de Carmen, de Trinidad y de Samuel. La familia de la Llave procede del siglo XV. La madre de Isabel fue la hermana mayor de José Ignacio Cesáreo de la Luz de la Llave y Segura, el prócer orizabeño que, conocido como Ignacio de la Llave, agregó su nombre al estado de Veracruz.
En 1868 Isabel Pesado y Antonio de Mier y Celis, duque de Mier, contrajeron matrimonio. Tuvieron un único hijo, Antonio Gregorio Mier y Pesado, quien murió a los pocos días de nacido, lo que causó gran depresión a Isabel, según escribió ella misma.
La hermana de Isabel, Susana Pesado, fue tatarabuela de Rafael Tovar y de Teresa, primer Secretario de Cultura de México.[cita requerida]

## El legado
Los Mier y Pesado construyeron una casa en Tacubaya y otra en Orizaba, pero pasaron gran parte de su vida en París, donde Antonio Mier y Celis murió en 1899. Dejó a su esposa doña Isabel Pesado como albacea y heredera universal de su fortuna, misma que ella unió a la suya en su testamento, registrado en 1907. De acuerdo con su voluntad, el 2 de junio de 1917 se estableció en la Ciudad de México la Fundación Mier y Pesado, regida por un patronato. Pidió que se llamara así en memoria de su esposo, de su hijo y de ella misma. Los restos mortales de la familia se encuentran en la antigua Basílica de Guadalupe.[cita requerida]
Su legado fue para dar vida a dos escuelas: el Instituto Mier y Pesado, para niñas, ubicado en la Calzada de Guadalupe de la Ciudad de México, y la Escuela Mier y Pesado, en Coyoacán, para niños. Sirvió, además, para fundar dos residencias para ancianos: la Casa de Salud Mier y Pesado, en Orizaba, Veracruz, y la Casa Hogar Mier y Pesado, en Tacubaya. Las cuatro instituciones son el objetivo asistencial de la Fundación Mier y Pesado, dueña de algunos inmuebles que le ayudan al sostenimiento de sus obras.

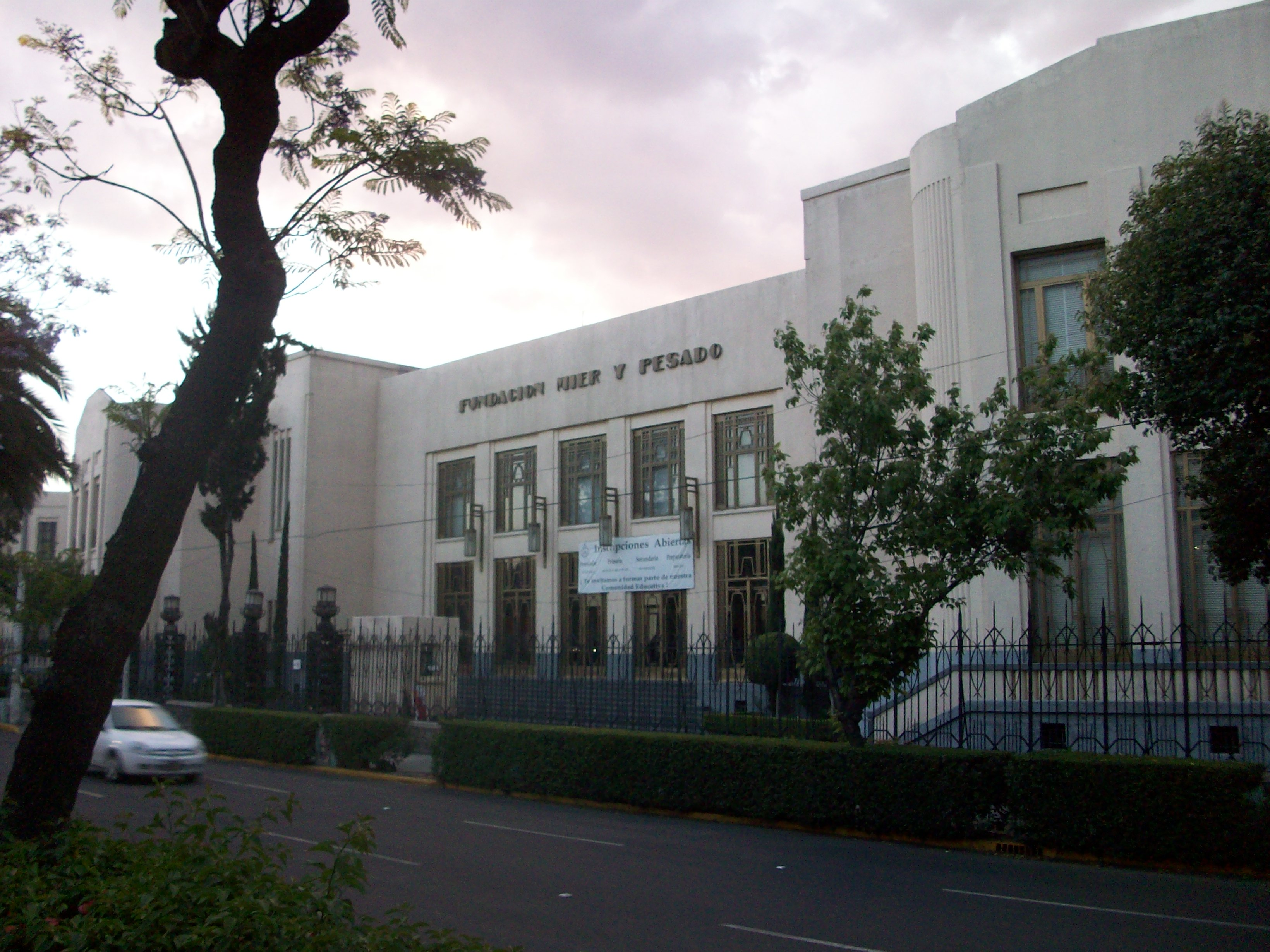
Fachada del Instituto Mier y Pesado, para niñas.

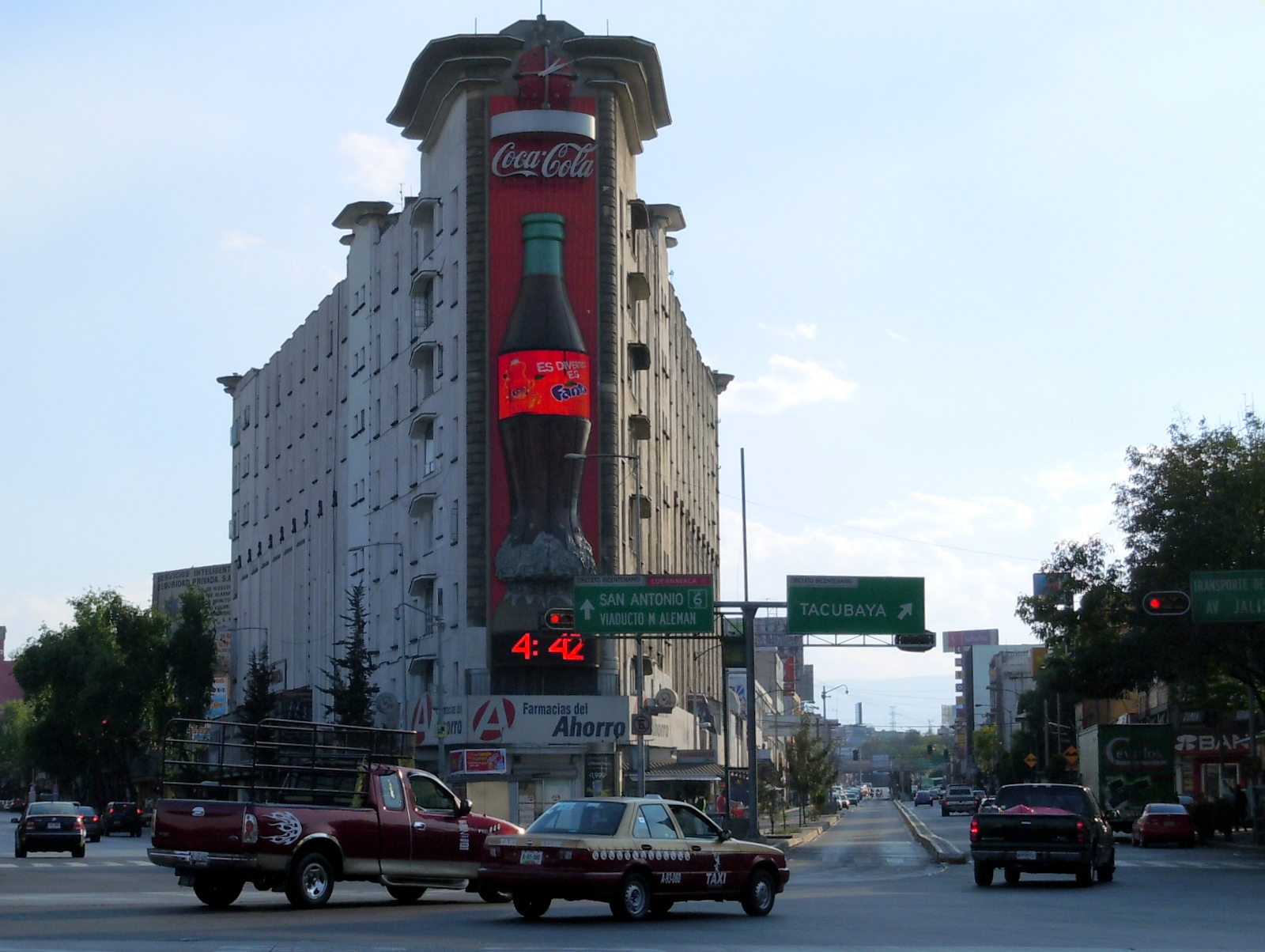
El Edificio Ermita, obra del arquitecto Juan Segura Gutiérrez, es parte del patrimonio de la Fundación Mier y Pesado.

## La escritora
Isabel Pesado de Mier escribió en español y en inglés. Su obra más conocida es Apuntes de viaje de México a Europa en los años de 1870, 1871 y 1872. Fue publicada en París en 1910. También escribió poesía. Alfonso Reyes la consideraba una gran poetisa.
En sus Apuntes incluyó algunos versos que escribió en sus viajes. Del primero son las siguientes estrofas:

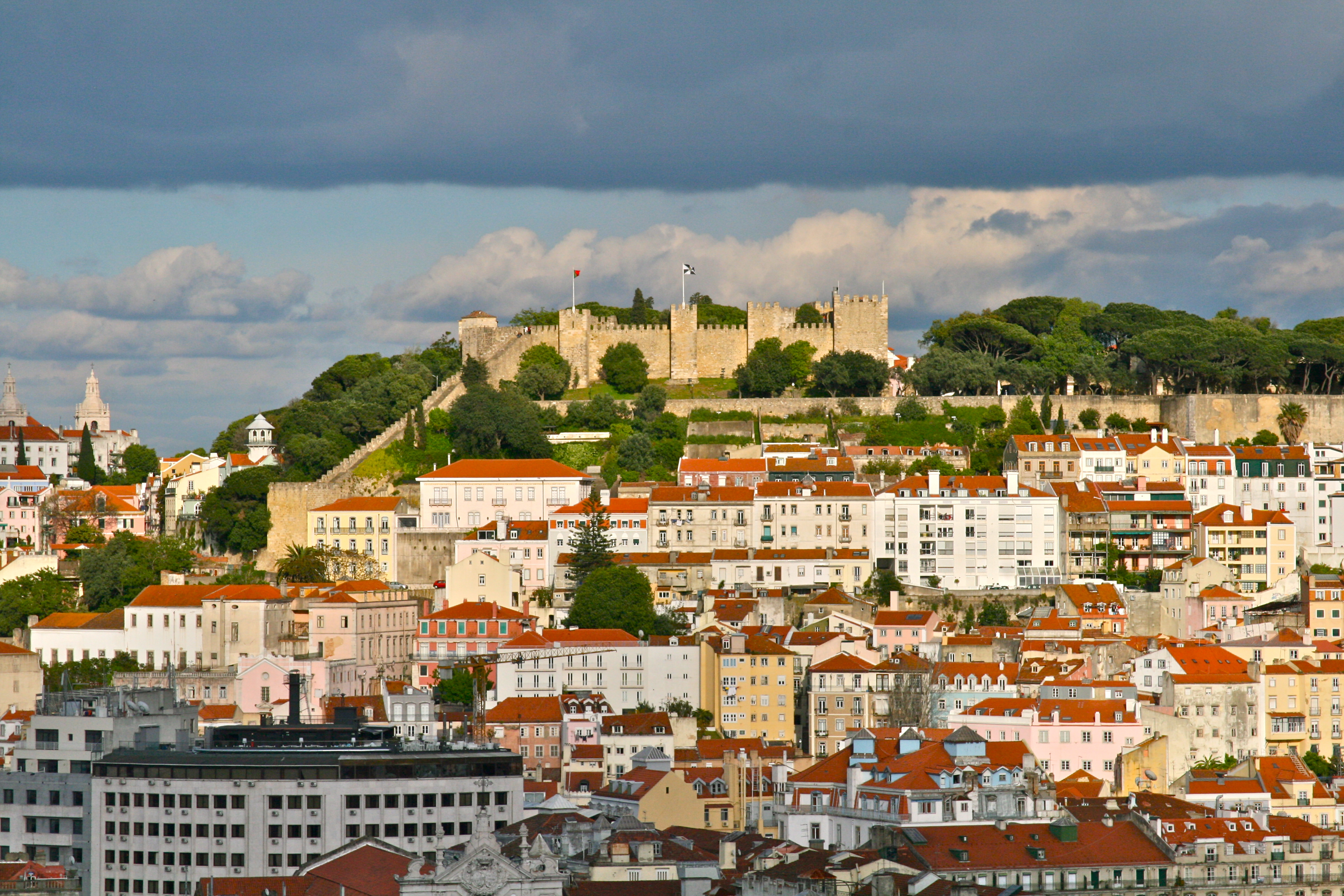
Castillo de San Jorge de Lisboa. La capital de Portugal le gustó mucho a Isabel Pesado.

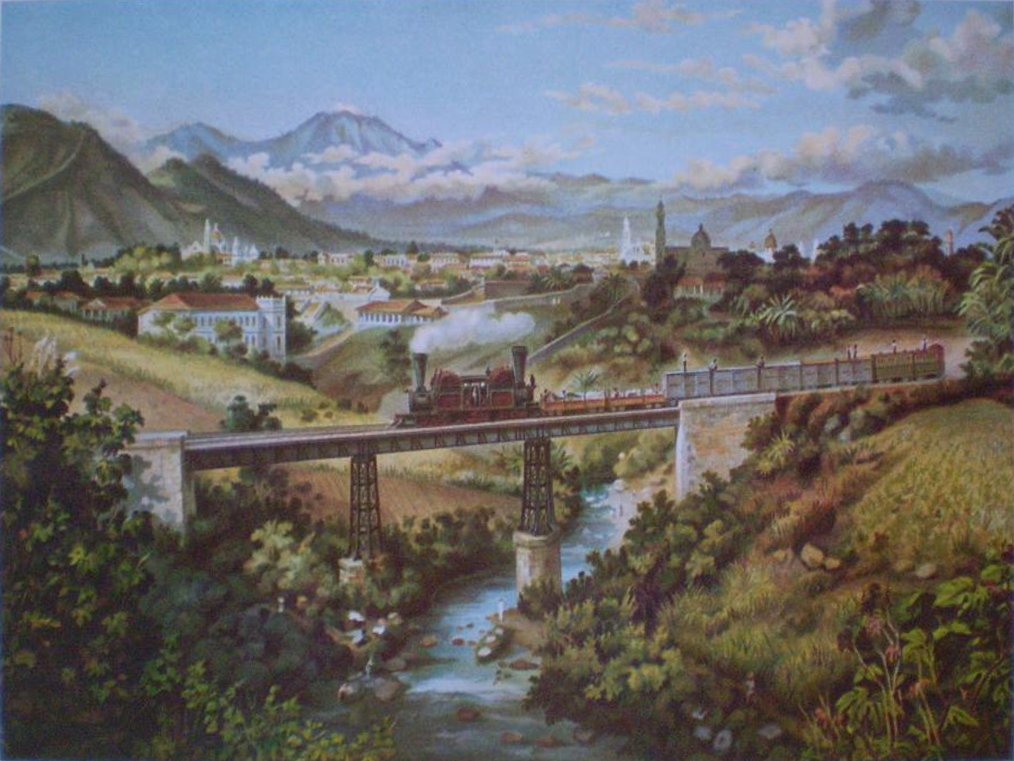
Orizaba desde el Puente de Paso del Toro. Litografía de Casimiro Castro que ilustra el paisaje de la Orizaba que dejó Isabel Pesado.

A México.

En el mar 

En este mar agitado 

Pensando en la patria ausente, 

Llevo el ánima doliente 

Y el corazón traspasado. 

.... 

Dejé mis claveles rojos 

Sembrados junto a la fuente 

Y me traje solamente 

Las lágrimas en los ojos. 

... 

Lejos de mi hogar querido 

Donde todo fue ventura; 

Hoy recuerdo con tristura 

El bien que lloro perdido. 